# Свияжск
Свия́жск (тат. Зөя, чув. Сӗве) — село (исторический город) в Зеленодольском районе Татарстана, на острове при впадении Свияги в Волгу. Один из основных туристических объектов Поволжья. Население — 243 (2017) человека.

## История

### Строительство Свияжска
В начале 1551 года казанское правительство, пытаясь заключить мир, возобновило дипломатические отношения с Москвой, куда было послано посольство с грамотами о заключении мира «свой человек» Давлетжан и с таким же предложением прислан посланник ногайского князя Юсуфа. В ответ Иван Грозный потребовал прислать для челобитья князя Нур-Али. На этом переговоры прервались и русское правительство приступило к новой стратегии завоевания Казанского ханства. Царь получив благословение от митрополита Макария, послал дьяка И. Г. Выродкова с детьми боярскими в Угличский уезд рубить лес для строительства города.
В апреле 1551 года на казанские земли выдвинулось крупное русское войско во главе: Большой полк — Шах-Али с Ю. М. Булгаковым и Д. Р. Юрьевым, Передовой полк — П. А. Булгаков и И. Ф. Карпов, Полк правой руки — И. П. Фёдоров и Д. Ф. Палецкий, Полк левой руки — Г. В. Морозов и А. В. Нагаев, Сторожевой полк — И. И. Хабаров и Д. Ф. Карпов, а с ними множество дворян и детей боярских из разных городов и около пятисот казанских князей и мурз, среди которых упоминаются Костров, Чапкун и Бурнаш. В строительстве участвовало ещё пять воевод: С. И. Микулинский, В. В. Морозов, Ф. Г. Адашев, П. С. Серебрянный и Ф. Б. Хилков с 2,5 тысячами казаков, а из Вятки на стройку прибыл Бахтияр Зузин с вятчанами. Государь отправил много служилых людей и казаков по Волге, Каме и реке Вятка, чтобы воинские казанские люди с Казани и в Казань не ездили. 18 мая полки П. С. Серебряного совершили нападение на казанский посад, где побили более ста мурз и князей и освободили много русских пленников.
24 мая 1551 год в Неделю всех святых царь Шигалей вместе с воеводами и русским войском приплыли по реке Свияга на кораблях и вышли на один из берегов, на возвышенное место. Здесь они начинают вырубать лес на Круглой горе в устье Свияги, для основания города. В этом месте они служат водосвятный молебен, а затем обходят с крестным ходом и окропляют святой водой места для стен будущего города. Затем начинают строить стены города и закладывают храм во имя Рождества Богородицы и Сергия Радонежского. Город построили за 4 недели, использовав разобранные и привезённые укрепления города Перевитска.
Местные жители начинают приезжать к воеводам в новый город и просят, чтобы государь Иван Грозный дал им подданство. Царю Ивану посылают доклад о том, что князь Петр Серебряный убил многих казанцев, при этом понёс незначительные потери, также царю сообщают о том, что строят новый город и местные жители («горние люди») хотят служить русскому царю. Получив это известие, для решения всех вопросов царь Иван посылает дворецкого своего Шабаса князя Шамова, бояре же посылают Ивана Фёдоровича Шишкина. Верность царю «горные люди» должны были доказать, совершив нападение на Казань. В июне 1551 года они пришли со стороны Арского поля и у стен Казани завязался бой, но когда со стен города казанцы начали стрелять из пушек, то отошли. За всем наблюдали П. Туров и А. Ершов, которые доложили, что «горные люди государю служили прямо». Чтобы получить жалование за службу, горные люди всё лето ездили в Москву, человек по 500—600, где царь их кормил и поил за своим столом, а князей и мурз жаловал шубами, конными доспехами и деньгами, дозволяя потом селиться в городе и его посаде.
Свияжск основан 24 мая 1551 года при государе Иване Грозном на земле горных черемис (чуваш):

Егдаж преплавишася Суру реку, тогда и Черемиса горняя, а по их, Чуваша зовомые, язык особливый, начаша встречати по пяти сот и по тысяще их, аки бы радующеся цареву пришествию: понеже в их земли поставлен оный предреченный град на Свияге— .
В 1551 году крепость была собрана за 4 недели из деталей, заготовленных в районе Углича и сплавленных по Волге:

Великий князь приказал срубить город с деревянными стенами, башнями, воротами, как настоящий город; а балки и бревна переметить все сверху донизу. Затем этот город был разобран, сложен на плоты и сплавлен вниз по Волге, вместе с воинскими людьми и крупной артиллерией. Когда он подошел под Казань, он приказал возвести этот город и заполнить все [укрепления] землёй; сам он возвратился на Москву, а город этот занял русскими людьми и артиллерией и назвал его Свияжском.
— 
Построенный вскоре город, названный Свияжским (Свиязьский град), стал базой русских войск при осаде Казани в 1552 году. 13 августа 1552 года в Свияжский город прибыл государь Иван Грозный.
В середине XVI века Свияжская крепость превосходила по размерам обороняемой территории кремли Новгорода, Пскова и даже Москвы.
В 1555 (7063) году была получена Жалованная несудимая грамота царя Ивана IV архимандриту Герману на строительство Свияжского Богородицкого монастыря.
В 1565—1567 годах было проведено межевание и Свияжский город стал административным центром Свияжского уезда. Боярин князь Андрей Иванович Катырев-Ростовский был первым воеводой в Свияжске.
В 1648 году 70 свияжских конных казаков были переведены на строительство Симбирской черты, где основали Свияжскую слободу (ныне в Ленинском районе Ульяновска).
В 1708 году Свияжск с уездом вошёл в состав Казанской губернии (1708—1781).
В 1719 году город становится центром Свияжской провинции Казанской губернии, в 1781 году — уездным городом Свияжского уезда Казанского наместничества (с 1796 года вновь Казанской губернии).
Первоначально деревянные, церкви и монастыри Свияжска постепенно заменялись каменными; обилие монастырей позволяло называть небольшой Свияжск «монастырским городом».
В 1920—1927 годах город являлся центром Свияжского кантона Татарской АССР, а в 1927—1931 годах центром Свияжского района.
Александр Широкорад утверждает, что в 1918 году Свияжск стал одним из первых в стране мест советских политических репрессий, когда по приказу военного комиссара большевистского правительства Троцкого был расстрелян каждый десятый красноармеец расквартированных на острове воинских частей, не сумевших выбить белочехов из Казани.

### Памятник Иуде
Существуют несколько противоречивых свидетельств о воздвижении памятников Иуде на территории РСФСР (в частности, в Свияжске) в первые годы Советской власти. В 1917—1923 годах об установке памятников Иуде в Советской России писали некоторые белогвардейские и эмигрантские газеты. В те же годы об установке памятника Иуде в Свияжске писали в своих воспоминаниях датский дипломат Хеннинг Келер и писатель-эмигрант А. Вараксин, которые якобы были свидетелями установки памятника Иуде в Свияжске в августе 1918 года. Современники, настроенные против Советской власти, считали сообщения о памятниках Иуде вполне правдоподобными (например, И. Бунин). Что касается Вараксина, то существует только ссылка на его книгу: в журнале «Казань» № 2—3 за 2000 году была опубликована статья «„Как это было“ — свидетельства очевидцев свияжских трагедий времен революции и гражданской войны». В этой статье цитировалась вышедшая в Берлине в 1923 году книга А. Вараксина «Дорогами российской смуты». Однако никаких точных данных в книге нет.

#### Возможный источник слухов о памятнике
В августе 1918 года одним из командующих операцией по взятию красными Казани являлся один из предводителей латышских стрелков Ян Юдин (Янис Юдиньш). В частности, ему приписывают разработку плана военных действий в данном регионе. 12 августа (то есть как раз примерно в это время предполагается установка Троцким памятника) он погиб, будучи смертельно ранен. Похороны комбрига Юдина производились с большими почестями в Свияжске. Вполне вероятным является выступление Льва Троцкого при прощании с латышским стрелком.
Для Хеннинга Келера, путавшего имена и названия городов, не знавшего русского языка и человека незаурядной фантазии, фамилия Юдин (Judin, англ. Judah — Иуда) вполне могла показаться созвучной имени апостола-предателя.
Юдину действительно был установлен в 1918 году памятник на могиле в Свияжске. Об этом свидетельствует его соратник латышский стрелок Ступпе: «В августе 1918 года командир нашей 3-й стрелковой латышской бригады т. Юдин был смертельно ранен от взрыва случайного снаряда белогвардейцев. После смерти его тело было отправлено на станцию Свияжск и похоронено там же за железнодорожными путями. На памятнике, сооруженном на могиле, было выгравировано: „Ян Юдин, командующий левобережной группой Красной армии по обороне Казани, и его ординарец, погибшие в бою за Казань 12-VIII-1918 г.“».
Возможно, именно присутствие при установке надгробного памятника некому Юдину показалось слабо понимавшему происходящее Келеру фантасмагорическим кощунством.
Как признал сам Келер в 1943 году, «воспоминания художественно обработаны, сгущены и усилены. В каждом из них много полученного из опыта, но они должны восприниматься как произведение искусства».

### Новейшая история
Постановлением Президиума ВЦИК от 1 февраля 1932 года город Свияжск был преобразован в сельский населённый пункт. Служил местом ссылки и принудительного труда во времена сталинских репрессий.
В 1928 году в Свияжске в помещениях Успенского монастыря была открыта детская трудовая коммуна, которая в 1936 году была преобразована в исправительную колонию (ИТК № 11) первоначально на 200 осужденных. В 1943 году в колонии появились военнопленные. В период с 1937 по 1948 год в колонии, которая перестала быть исправительной, погибло 5 тыс. осужденных. С 1953 по 1994 год в помещениях Успенского монастыря функционировала психиатрическая лечебница. В 1960 году колония была реорганизована в ИТК № 5
В 1920—1930-е годы часть храмов Свияжска, включая собор Рождества Пресвятой Богородицы XVI века, была разрушена, а уцелевшие подверглись разграблению; некоторые из сохранившихся храмовых зданий использовались как склады. Была уничтожена и монастырская библиотека.
В 1957 году в результате наполнения Куйбышевского водохранилища Свияжск оказался на острове; из-за снижения транспортной доступности население Свияжска существенно сократилось, к началу XXI века составив менее 300 человек.
В 2008 году была открыта дамба с автодорогой, связывающей Свияжск с левым берегом Свияги, объединив Свияжск с островами Татарская Грива (эти острова отделены от берега протокой и связаны с берегом мостом). В мае 2011 года Свияжск вновь оказался на острове — транспортная дамба рассечена каналом, через канал переброшен мост.
С 2009 года в апреле в день памяти Фёдора Шаляпина проводится ежегодный всероссийский Свияжский фестиваль духовной музыки. С 2010 года в июле проводится ежегодный всероссийский открытый турнир по стрельбе из лука и арбалета «Кубок Свияжска».
С 2010 года на острове-граде началась широкомасштабная реализация программы республиканского Фонда сохранения и развития Булгара и Свияжска «Возрождение», включающая реставрацию и реконструкцию исторических достопримечательностей и строительство новых объектов культуры и инфраструктуры, а также обновление жилого фонда Свияжска. В июле 2011 года сдано новое здание речного вокзала с информационным центром музея-заповедника, кафе и автобусной стоянкой. В дальнейшем были отреставрированы все храмы и открыто несколько новых объектов, включая музеи и конное подворье. Планируется сооружение новой гостиницы (в дополнение к гостинице, организованной в реконструированном здании бывшего приюта слепых), смотровой площадки, музея реки Свияги, реплики ботика, на котором Свияжск посетил император Павел I, и других объектов.
9 июля 2017 года решением комитета Всемирного наследия ЮНЕСКО архитектурный ансамбль Свияжского Успенского монастыря включён в Список всемирного наследия.

## Население
Динамика численности населения
| 1859 | 1897  | 1926  | 2002 | 2010 | 2012 | 2013 |
| ---- | ----- | ----- | ---- | ---- | ---- | ---- |
| 2365 | ↘2080 | ↗2600 | ↘252 | →252 | ↗266 | ↗273 |
| 2014 | 2015  | 2016  | 2017 |      |      |      |
| ↘271 | →271  | ↘259  | ↘243 |      |      |      |

## Транспорт
В настоящее время Свияжск расположен на острове, соединённом с берегом насыпной дамбой, по которой проложена полноценная автомобильная дорога.
Железнодорожная станция Свияжск расположена в 8,5 км западнее острова в посёлке городского типа Нижние Вязовые, с которым Свияжск связан автомобильной дорогой, проходящей по дамбе.
Также до Свияжска возможно добраться на речном транспорте. Теплоход выходит из речного порта города Казани в 7:45 и 9:00, время прибытия в Свияжск — 9:30 и 11:10 соответственно. В обратный путь теплоход отправляется в 12:30 и 15:15.

## Достопримечательности
Свияжск — один из туристических объектов Татарстана, имеющий целый комплекс достопримечательностей:
- Богородице-Успенский мужской монастырь.
  - Успенский собор (1556—1561)[30]. В 2017 году внесён в Список всемирного наследия ЮНЕСКО[31].
  - Колокольня Никольской церкви (1556)[32]
- Свияжский Иоанно-Предтеченский монастырь
  - Собор Богоматери Всех Скорбящих Радости (1898—1906)[33]
  - Сергиевская церковь (конец XVI — начало XVII века)[34]
  - Свияжский Троице-Сергиевский монастырь (недействующий)
    - деревянная Троицкая церковь (1551)[35]
    - Церковь Константина и Елены (XVI—XVIII века)[36]
- Макарьевская пустынь на противоположном берегу Свияги
- Памятник жертвам политических репрессий[37] (двухметровая стела из белого мрамора)

Действует Государственный историко-архитектурный и художественный музей-заповедник «Остров-град Свияжск».

## Перспективы
Планируется создание в Свияжске музея-заповедника федерального значения.
На территории села находится объект Всемирного наследия ЮНЕСКО (Успенский собор и монастырь острова-града Свияжска).
Свияжск имеет очень высокий потенциал развития, который уже начал реализоваться благодаря завершённому сооружению дамбы, активно развернувшимся работам республиканского Фонда сохранения и развития Болгара и Свияжска «Возрождение» по восстановлению и развитию острова-града как музея-заповедника федерального значения по инициативе и при попечительстве первого Президента Татарстана М. Ш. Шаймиева и созданию Свияжского мультимодального центра Казанской агломерации, призванного связать перевозку грузов автомобильным, железнодорожным и водным транспортом и способного в перспективе стать ядром транспортно-логистической системы перевозки грузов целого Поволжского региона.

## Прочие сведения
В честь Свияжска в 2010 году назван головной корабль серии малых ракетных кораблей проекта 21631 «Град Свияжск», строящихся на Зеленодольском судостроительном заводе.

## Известные уроженцы
- Колчин Борис Фёдорович (1922—2013) — советский хореограф, балетмейстер. Заслуженный артист Марийской АССР (1965). Участник Великой Отечественной войны.

## Художественная литература
- Барякина Э. В. Аргентинец. — М.: Рипол-классик, 2011. — 576 с. — ISBN 5-386-037-23-4. — ISBN 978-5-386-03723-9. — о Свияжске во время Гражданской войны.
- Аксёнов В. П. «Свияжск» (1981) — небольшая повесть, в которой есть воспоминания детства автора о послевоенном Свияжске
- Саганов Ю. М. Новоград Свияжский. — Саратов: Приволжское книжное издательство, 1966. — 320 с. — (Исторический роман). — 30 000 экз. — об основании Свияжска и о завоевании Казанского ханства.

### Основание города в Лицевом летописном своде
Основание города описывается в Лицевом летописном своде:
- Свияжск Лицевой летописный свод (Книга 20 стр. 442) подпись под изображением: «Месяца маиа 24 в Неделю всехъ святыхъ царь Шигалей и воеводы пришли на Свиягу, и вылесчи воеводы великаго князя изъ судовъ, начаша лесъ сещи, где быти городу»
- Свияжск Лицевой летописный свод (Книга 20 стр.443) подпись под изображением: «И очистив горуве въ молебная и воду освятя, со кресты по стенному месту обошли»
- Свияжск Лицевой летописный свод (Книга 20 стр. 444) подпись под изображением: «И обложили городъ и церковь въ городе заложили во имя Рождества Пречистыя и чюдотворца Сергия, отъ образа же чюдотворца Сергия велиа чудеса содеяшася»

- Свияжск Лицевой летописный свод (Книга 20 стр.445) подпись под изображением: «Город же, который сверху привезенъ на половину тое горы стал, а другую половину воеводы и дети бояръские своими людьми тотъ часъ зделали, велико бо бяше место и свершили городъ въ четыре недели»
- Свияжск Лицевой летописный свод (Книга 20 стр.446) подпись под изображением: «Горние же люди видев то, что городъ царя православнаго сталъ въ ихъ земле, и начаша ко царю и воеводамъ приежати и бити челомъ чтобы ихъ государь пожаловалъ гневъ свой отдалъ, а велелъ бы имъ быти у Свияжеского города и воевати бы ихъ не велелъ»
- Свияжск Лицевой летописный свод (Книга 20 стр.447) подпись под изображением: «Царь же и воеводы послали то к государю, что городъ Бого ставятъ, а князь Петръ Серебряной с посаду пришелъ, и побилъ многихъ людей казаньцовъ, а великого княземъ людемъ не великъ изрон былъ, а горние люди хотят государю служити, царь с тем прислал дворецкого своего Шабаса князя Шамова, бояре - Ивана Феодорова сына Шишкина»

## Галерея
- Вид на Свияжск
- Вид на берег с пристанью
- Здание речного вокзала
- Храм Сергия Радонежского в Иоанно-Предтеченском монастыре
- Собор во имя иконы Божьей Матери «Всех Скорбящих Радость» в Иоанно-Предтеченском монастыре
- Интерьер Собора Богоматери в Иоанно-Предтеченском монастыре
- Троицкая церковь в Троице-Сергиевском монастыре
- Надвратная колокольня в Богородице-Успенском монастыре
- Успенский собор в Богородице-Успенском монастыре
- Интерьер Успенского собора в Богородице-Успенском монастыре
- Здание низшей ремесленной школы и пожарного обоза
- Городское училище
- Усадьба купца Каменева
- Здание водонапорной башни

| Внешние изображения | Внешние изображения                              |
| ------------------- | ------------------------------------------------ |
|                     | Картина «Свияжск». Художник Константин Васильев. |